# Morera (Badalona)
Morera, comunament La Morera, és un barri de Badalona (Barcelonès) que forma part del Districte III juntament amb la part oriental de Montigalà, Canyet, Mas Ram, Bufalà, Pomar, Pomar de Dalt, Bonavista i Les Guixeres. Limita amb Bufalà, Bonavista, Pomar de Dalt, Pomar, Les Guixeres, Casagemes i Dalt de la Vila.
Segons les dades del padró municipal de 2013, la població del barri és de 6598 habitants, dels quals 3186 (48,3%) són homes i 3412 (51,7%) són dones. La població del barri representa un 3,1% del total de Badalona i té poc percentatge d'immigració.
Al barri s'hi troba una comissaria dels Mossos d'Esquadra.

## Història
El barri rep el nom del seu primer urbanitzador, Tomàs Morera. Va ser el nom que més va predominar al llarg del temps, i als seixanta, el barri era conegut amb aquest nom.
Morera s'ha construït en diverses etapes. Va néixer a partir de la dècada de 1920. El consistori va autoritzar a diversos propietaris de la zona, Tomàs Morera, Marta Rovira i les germanes Dolors i Teresa Carsareny, a urbanitzar els seus terrenys, que estaven situats a l'esquerra de la carretera de la Conreria, i van prendre com a eix principal l'actual carrer Prat de la Riba. Aquestes urbanitzacions es construeixen a banda dels plans urbanístics previstos per l'ajuntament durant les primeres dècades del segle xx, però sí que seran inclosos en el Pla Fradera de 1930. Paral·lelament a l'autorització de les primeres urbanitzacions, a la dreta de la carretera de la Conreria es va autoritzar la urbanització de terrenys a Francesc Prat, però allà no s'hi edificà fins ben entrada la dècada de 1950. El 1962 s'hi van afegir els habitatges de la Cooperativa de Construcción El Hogar.
A partir dels anys setanta s'hi edifiquen els primers blocs de pisos, que sempre van ocupar espais sense edificar. El 1981 es va aprovar un Pla Especial de Reforma Interior (PERI), que va fixar les bases sobre les quals s'ha desenvolupat el barri amb posterioritat, principalment amb la construcció de ponts sobre la riera de Pomar i el torrent de la Font, així com la dotació de diversos equipaments de caràcter educatiu i sanitari, entre d'altres, a més de la construcció de més habitatges, moderats en alçada.
El 17 de maig de 1974 es va produir l'incendi de la fàbrica tèxtil Haissa, on moriren cinc dones i un home. L'historiador Emili Ferrando va recuperar aquest succés de l'oblit i l'Ajuntament va col·locar una placa explicativa al lloc on hi havia hagut l'antiga fàbrica, ocupada actualment per un bloc de pisos.

## Esports
El barri compta amb l'equip de futbol de segona regional, la Penya Morera TSG.

## Veïns il·lustres
- Xavier García Albiol (1967), polític, alcalde de Badalona (2011-2015).[9]
- Àlex Pastor López (1979), polític, alcalde de Badalona.
- Josep Valls i Pla (1937), activista local, lluità per salvar el Pont del Petroli, fundador del partit polític LLEI.[10][11]